# Mango (instrumento)

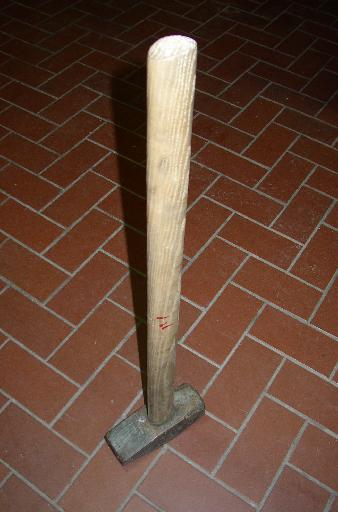
Mango de una mandarria.

Mango (del latín, manicus) es la parte por donde se coge con la mano un instrumento o utensilio para usarlo.
Los mangos pueden ser de madera, metal u otro material. A los de madera, esta les confiere una elasticidad que proporciona cierta blandura en el manejo de la herramienta, unido a la economía que supone el cambiarlo en caso de rotura, aprovechando el resto del instrumento. Además, en el caso de usarse este en contacto con el fuego, la madera por su mala conductibilidad no transmite calor que lo haga inmanejable. Casi siempre tienen virola metálica  para evitar que la madera se raje por el orificio por donde entra la herramienta.
Se llama mango hueco al que se emplea en las herramientas que se manejan golpeando en el extremo del mango, como escoplos, formones, gubias, etc. En estas suele ir el mango soldado a la herramienta y es metálico.